# Lazare Adingono
Lazare Adingono (Yaoundé, 1º novembre 1978) è un ex cestista e allenatore di pallacanestro camerunese.
È lo zio di Parfait Bitee.

## Carriera
Ha guidato il Camerun a quattro edizioni dei Campionati africani (2007, 2011, 2013, 2021).